# Oda Schottmüller
Oda Schottmüller (Posen, 9 de febrero de 1905–Berlín,  5 de agosto de 1943) fue una bailarina, creadora de máscaras y escultora alemana. Schottmüller fue más conocida como combatiente de la resistencia contra los nazis, gracias a su asociación con un grupo de resistencia antifascista, con sede en Berlín, que conoció a través del escultor Kurt Schumacher. El grupo sería posteriormente bautizado por la Gestapo como Die Rote Kapelle (en español: "la Orquesta Roja").
La escritora e investigadora Geertje Andresen llevó a cabo un análisis del patrimonio de Schottmüller, que dio lugar a la publicación de un libro sobre la vida de Schottmüller. La obra de Andresen describe el asesinato vengativo, por parte del estado nazi, de una mujer alemana que sólo estaba vinculada tangencialmente a Die Rote Kapelle y cuya asociación con el grupo constituía resistencia.

## Trayectoria
Schottmüller era hija del archivero Kurt Schottmüller y de Dorothea Schottmüller (de soltera Stenzler), nieta del historiador Konrad Schottmüller, y sobrina de la historiadora del arte Frida Schottmüller.
En 1906, Kurt Schottmüller trasladó a su familia a Danzig para trabajar en los archivos estatales. Un año más tarde, Dorothea sufrió una grave enfermedad nerviosa y pasó un tiempo considerable en un sanatorio durante su recuperación. Permaneció en el sanatorio hasta 1912 y, al salir, regresó a la casa paterna en Berlín en lugar de a su propio hogar en Gdańsk. Con una madre ausente, Oda tuvo que ser criada en Gdańsk por su padre, cuyos ingresos eran limitados ya que pagaba la manutención de su esposa. En agosto de 1919, cuando Oda tenía catorce años, Kurt murió. La tía de Oda, la profesora Frida Schottmüller, que era conservadora del Museo Kaiser-Friedrich y especialista en esculturas del Quattrocento,-se convirtió en la tutora legal de Oda y ambas residieron en Berlín. Oda vivió con su tía hasta 1922.
Tal vez debido a la guerra y a su inestable vida familiar, Oda era considerada inestable y tenía una actitud de laissez-faire ante la vida y el trabajo. Frida se dio cuenta de que pasar más tiempo en la escuela pública habría sido una pérdida de tiempo, así que pidió a Gerda Schottmüller -otra tía de Oda que trabajaba en la escuela Odenwald de Heppenheim- que concertara una entrevista entre el director Paul Geheeb y ella para determinar si Oda podía ser admitida en esa escuela. De 1922 a 1924, Oda asistió a la Odenwald para preparar su Abitur, y se hizo amiga de toda la vida de Klaus Mann, que más tarde se convertiría en un conocido escritor. Geheeb consideró a Schottmüller inestable durante todo el periodo en que ella asistió a la escuela Odenwald, pero consiguió aprobar su Abitur en 1924.
Entre 1924 y 1927, Schottmüller completó una educación de artes y oficios en orfebrería, cerámica y esmalte en Pforzheim y Fráncfort. Su familia no apoyó su sueño de ser escultora y bailarina, algo que había practicado en la Escuela de Odenwald. En 1928, cuando alcanzó la edad legal para decidir su futuro, estudió danza en la Escuela de Danza Artística Moderna de Berlín con la profesora de danza y coreógrafa alemana Vera Skoronel y la profesora de danza suiza Berthe Trümpy. En el estudio de danza conoció a Fritz Cremer, el escultor que ejercía de director ocasional de la escuela y que más tarde formaría parte del grupo de discusión colegial dirigido por Harro Schulze-Boysen.
Al mismo tiempo estudió escultura con Milly Steger en la Asociación de Artistas de Berlín.
En 1931, tras aprobar el examen de aptitud física que consistía en educación física y gimnasia, se incorporó al teatro Volksbühne como bailarina. Al mismo tiempo, tenía un estudio de escultura en Berlín, en el mismo edificio que el estudio de Johannes Itten. A principios de la década de 1930, diseñó en el estudio trajes y máscaras de madera, en el estudio, para incorporarlos a sus actuaciones.
El 15 de enero de 1933, Adolf Hitler se convirtió en Canciller de Alemania y los fascistas ascendieron al poder. A partir de septiembre de 1933, todos los bailarines de Alemania fueron informados de que debían registrarse en la Cámara de Cultura del Reich. A partir de ese momento, se prohibió el tipo de danza expresiva y experimental que Schottmüller interpretaba en la República de Weimar. Schottmüller optó por no registrarse y nunca llamó la atención del Ministerio.
Su primer espectáculo de danza en solitario lo organizó en marzo de 1934 en el teatro de Kurfürstendamm. Su estilo de danza era excéntrico: reflejaba la danza expresionista o Ausdruckstanz de los años veinte y combinaba máscaras y disfraces para adaptarse al ambiente y transformarse en criaturas mitológicas. Los nombres de los espectáculos reflejaban la naturaleza excéntrica de las actuaciones, como Mago, El ahorcado, Hora extraña y Bruja. Durante el periodo de entreguerras de la década de 1930, Schottmüller recibió críticas favorables de la prensa por su danza y sus esculturas. Su escultura, Bailarina, se reprodujo en el Deutsche Allgemeine Zeitung. En 1940, un crítico llamado Nohara escribió sobre Schottmüller. Unas semanas antes de su detención en 1940, apareció un artículo a toda página sobre la obra de Schottmüller en la revista Die junge Dame (La joven dama) en el que se elogiaba a Schottmüller y se señalaba que había ido de gira por el ejército para animar a las tropas.
En 1935, Schottmüller alquiló un estudio en la Reichsstrasse 106 de Charlottenburg. Durante este tiempo, sus danzas siguieron evolucionando: en lugar de criaturas mitológicas cambió a figuras, y la estructura subyacente y los temas de sus danzas también cambiaron. La nomenclatura de los nombres de sus danzas también cambió a títulos como Ángel del Alma Errante de la Indignación o Tragedia. Reflejaban cómo se sentía respecto a la realidad social y política en la que se encontraba a medida que evolucionaba el Estado nazi. En agosto de 1936 participó en su primera actuación en grupo como bailarina en los Juegos Olímpicos de Berlín 1936, como parte del programa de acompañamiento de los Juegos Olímpicos. Bailó en el coro de movimiento de una representación de Heracles, que ganó un concurso que buscaba una representación, canción o composición apta para las Olimpiadas. La actuación fue dirigida por la Orquesta Filarmónica de Berlín en el teatro al aire libre Dietrich Eckart, con capacidad para 20000 espectadores, ahora llamado Waldbühne. Le pagaron por esta actuación, que le dio cierta respetabilidad nacionalsocialista.
En octubre de 1937, la Cámara de Cultura del Reich localizó finalmente a Schottmüller y la obligaron a completar una solicitud y un curso de danza alemana. Ella se negó y en su lugar envió revisiones de su trabajo al Ministerio, que parecieron aceptarlas. En febrero de 1938 se le ofreció la oportunidad de bailar en el teatro Volksbühne en la Hora de la Danza, que era un espectáculo para mostrar a jóvenes y nuevos bailarines que interpretaban la Danza Alemana. Para satisfacer a los nazis, rebautizó sus máscaras con el nombre de Suite Alemana y bailes con nombres como, por ejemplo, Ángel de Consolación y El Extranjero.
En otoño de 1938, Schottmüller conoció al compositor alemán Kurt Schwaen. Schwaen trabajó con Schottmüller en el desarrollo de nuevas danzas para las que compuso nueva música.
El 11 de noviembre de 1941, Schottmüller ofreció su última actuación pública -The Last- en una prestigiosa sala de conciertos, la Beethovensaal de la Köthener Straße, que había sido utilizada por la Orquesta Filarmónica de Berlín hasta que fue destruida por los bombarderos británicos el 30 de enero de 1944. Las críticas afirmaron que era una "encarnación de ideas plásticas, a las que transforma visualmente su propio físico". El 6 de diciembre de 1941 pasó tres meses de gira por los Países Bajos y Francia para la Wehrmacht y durante el resto de 1942 siguió de gira antes de ser detenida y asesinada.

### Resistencia

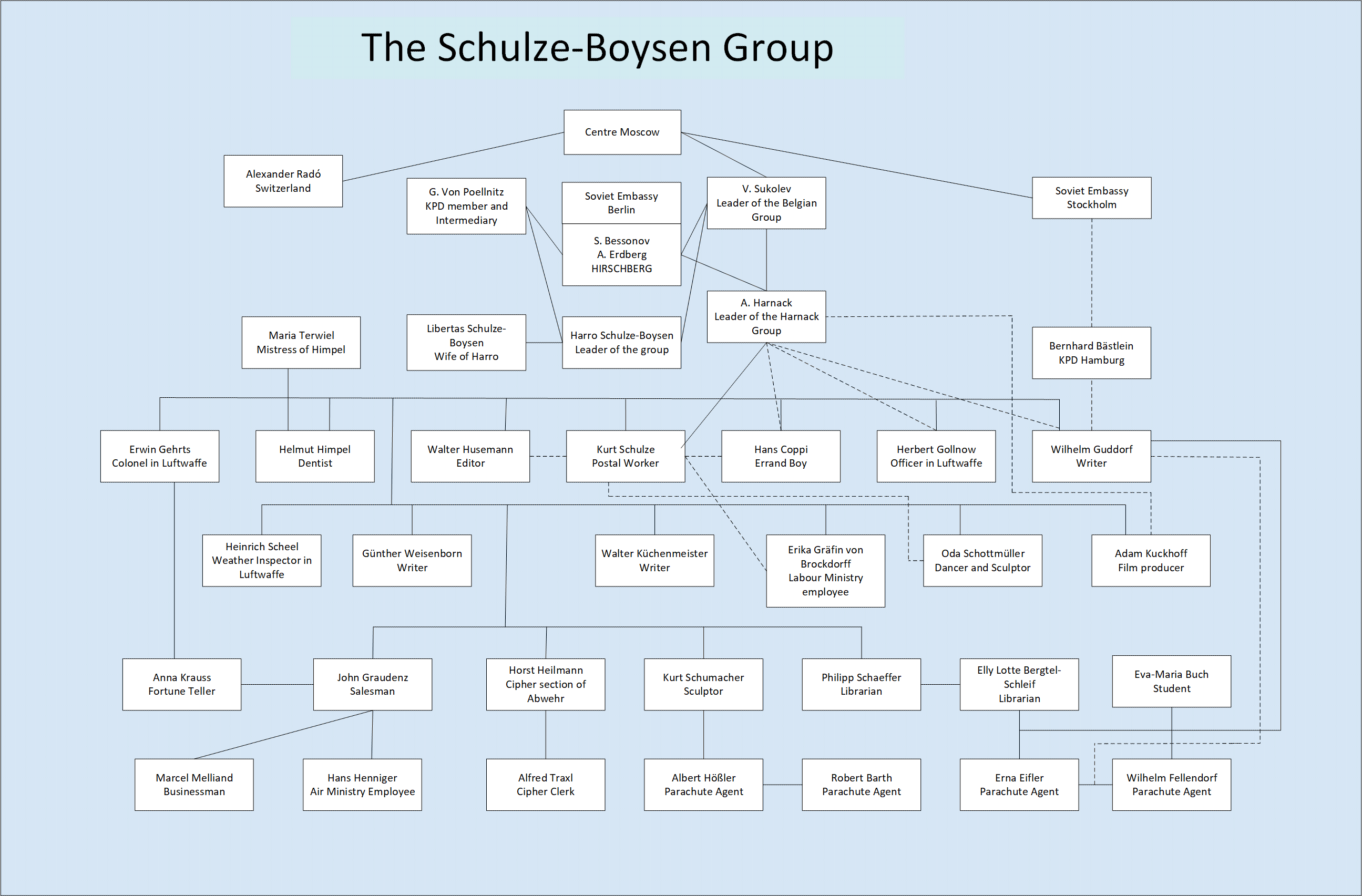
El grupo Schulze-Boysen en Alemania

En 1935, Schottmüller conoció al escultor Kurt Schumacher en el estudio de Fritz Cremer. Inició una relación amorosa con Schumacher, sin saber que estaba casado. Compartían un vínculo común que derivó en amistad impulsada por su oposición al nacionalsocialismo y su interés común por el diseño escultórico.

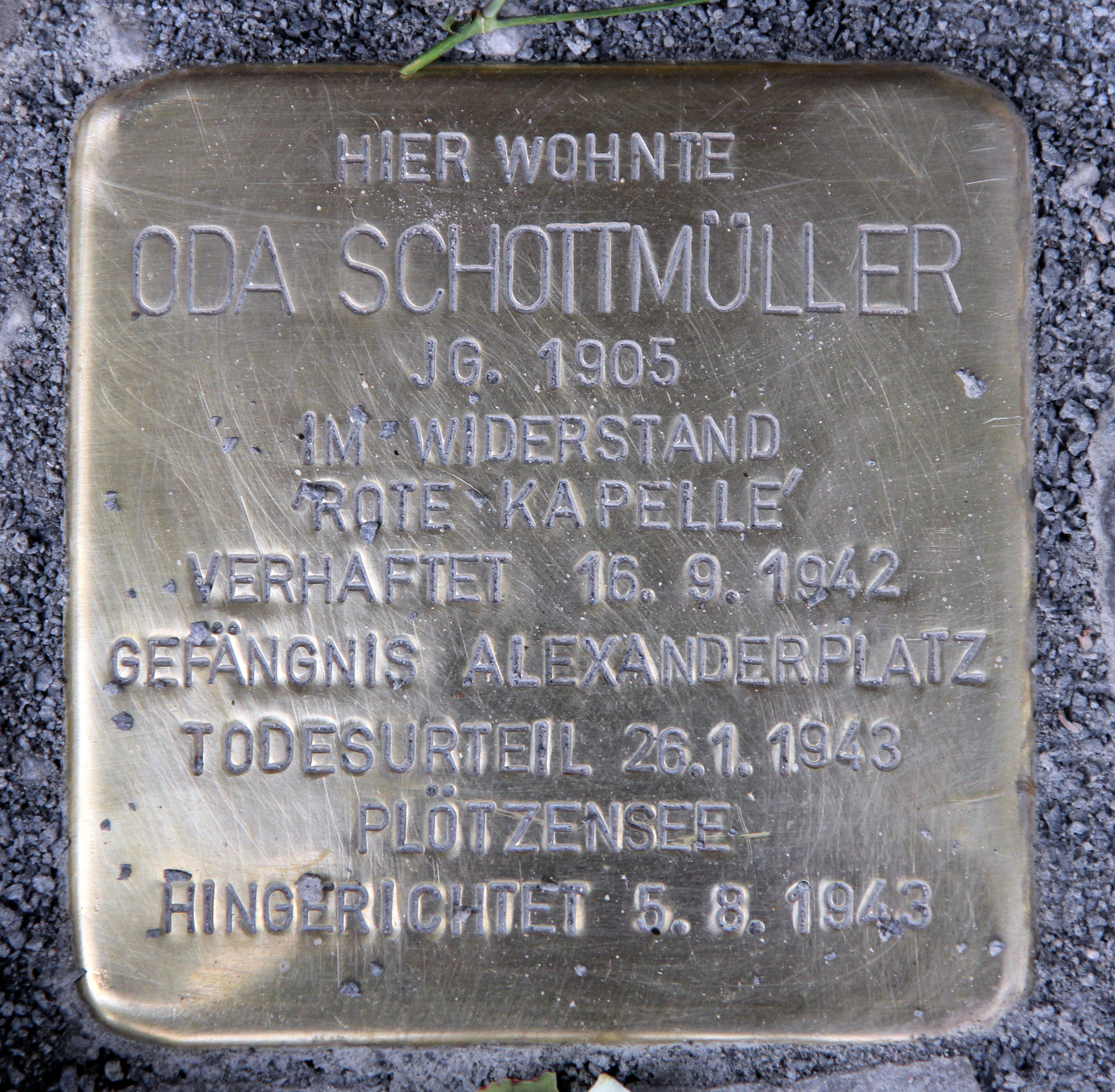
Un Stolperstein o piedra de tropiezo en memoria de Oda Schottmüller, ubicado en Reichsstraße 106, Berlín-Westend, Alemania.

### Detención
El 16 de septiembre de 1942, Schottmüller fue detenida en su estudio y enviada a una celda de la prisión de Alexanderplatz. Se le acusó de utilizar su estudio para presentar un programa de radio, lo cual ella negó. En enero de 1943, fue condenada a muerte por el Reichskriegsgericht "por complicidad en la preparación de una empresa de traición y favoritismo al enemigo". Debido al número de ejecuciones que se estaban llevando a cabo, Schottmüller tuvo que pasar dos meses en régimen de aislamiento. En marzo de 1943 Schottmüller fue enviada a la prisión de Plötzensee durante seis semanas antes de ser enviada a la prisión de mujeres de Barnimstrasse. Durante su estancia en la cárcel de mujeres solicitó a Hitler el indulto, que le fue denegado el 21 de julio de 1943. El 5 de agosto de 1943 fue ejecutada en la guillotina de la prisión de Plötzensee.

## Legado
Los registros policiales del arresto de Schottmüller no se conservaron; el único material que se conserva son las cartas que envió desde la prisión. Es dudoso que fuera honesta al escribir, ya que confesó que no conocía a la mitad de las personas que la Gestapo le había dicho que conocía, ni que algunas de ellas fueran comunistas. En una carta a su padre, declara: «Me alegré tanto de mi estupidez y de mi desconocimiento de la política... Soy completamente inconsciente de estas cosas».

## Reconocimientos
El primer homenaje a Schottmüller lo rindió en 1946 el crítico teatral alemán Paul Fechter, que informó sobre la primera exposición de arte después de la guerra que habló de Schottmüller y Schumacher.
Geertje Andresen, anteriormente investigadora asociada del Memorial de la Resistencia Alemana, colaboró con el Deutsches Tanzarchiv Köln en Colonia para realizar un análisis del patrimonio de Schottmüller. El resultado fue la publicación de un libro y una exposición, creada en colaboración con Hans Coppi;  esta última se celebró el 16 de noviembre de 2006 en el Centro Conmemorativo de la Resistencia Alemana.
En noviembre de 2014, la calle Schottmüllerstraße en Eppendorf fue rebautizada en honor a Schottmüller.  Anteriormente, la calle llevaba el nombre del bacteriólogo Hugo Schottmüller, pero la familia aristocrática Pallandt intervino para cambiarle el nombre en su honor.
El 23 de septiembre de 2016 se colocó una piedra conmemorativa en honor a Schottmüller frente a la Reichsstraße 106 en Charlottenburg.  El 25 de agosto de 2019 se inauguró una piedra conmemorativa en el cementerio de San Mateo en Schöneberg, Berlín.